# George Sprague Myers
George Sprague Myers (Jersey City, 2 februari 1905 – Scotts Valley, 4 november 1985) was een Amerikaanse ichtyoloog die het grootste deel van zijn leven werkzaam was aan de Stanford-universiteit. Hij was ook adviseur inzake visserij voor de Braziliaanse overheid. 

## Loopbaan
Myers was tevens een fervent schrijver en hij is zeer bekend onder aquariumliefhebbers. Veel vissoorten werden door hem als eerste wetenschappelijk beschreven: onder andere Hyphessobrycon flammeus, Carnegiella marthae, het antennebaarsje (Mikrogeophagus ramirezi) en de neontetra (Paracheirodon innesi). Oorspronkelijk werd de neontetra door hem echter aangeduid als Hyphessobrycon innesi, pas later zou deze soort verhuizen naar het geslacht Paracheirodon. 
Samen met William T. Innes schreef hij een encyclopedie over tropische aquariumvissen. 
- Bibliothèque nationale de France: cb12284517h (data)
- Gemeinsame Normdatei: 1053150857
- International Standard Name Identifier: 0000 0000 7932 6994
- Library of Congress Control Number: n91027182
- Nationale Bibliotheek van Israël: 987007389198005171
- Nederlandse Thesaurus van Auteursnamen: 147614635
- Réseau des bibliothèques de Suisse occidentale: 02-A003621756
- SNAC: w6319z77
- Système universitaire de documentation: 031674968
- Virtual International Authority File: 56672424
- WorldCat: E39PBJht9dcpYJgtXq8THRdPcP